# Fatih Üçler Dağ
Fatih Üçler Dağ is de Turks-Nederlandse directeur van Aya Sofia, de organisatie die samen met het Amsterdamse stadsdeel De Baarsjes en woningbouwvereniging Het Oosten deelneemt aan de bouw van de Westermoskee. Aya Sofia is de koepelorganisatie boven Vereniging Westermoskee Milli Görüş en beleggingsmaatschappij Manderen B.V. Beide organisaties zijn onderdeel van de Turkse religieuze beweging Milli Görüş. De media spreken afwisselend van Fatih Dağ, Üçler Dağ of Fatih Üçler Dağ. De Turkse diakritische tekens worden vaak weggelaten.

## Bekendheid
Fatih Üçler Dağ verwierf bekendheid door enkele conflicten rond de Westermoskee. Dağ verzette zich tegen de raad van toezicht, een orgaan dat de liberale koers van de Westermoskee moest bewaken. De raad was opgericht krachtens het convenant 'Werken aan de Toekomst'. Dit convenant werd op 12 september 2006 ondertekend door toenmalig directeur van Aya Sofia Üzeyir Kabaktepe, stadsdeel De Baarsjes en woningbouwvereniging Het Oosten. Onder druk van Milli Görüs Duitsland werd Kabaktepe op 15 oktober 2006 vervangen door Dağ.
Na het afblazen van de samenwerking tussen Aya Sofia, Het Oosten en De Baarsjes haalde Dağ opnieuw de pers vanwege een interview met Trouw. Hierin uitte hij zijn vrees dat het tot een 'geweldloze opstand' van Turken in heel Europa zal komen indien Milli Görüş geen moskee mag bouwen. De uitspraken worden door sommige politici beschouwd als verkapte dreigementen. Op 23 mei 2007 besloot de gemeenteraad van Amsterdam daarom de banden met Milli Görüş te verbreken.